# Тумча
Тумча (рус. Тумча) река је која протиче преко југозападних делова Мурманске области (њен Кандалашки рејон) на северозападу Руске Федерације. Настаје спајањем река Тунцајоки и Кутсајоки, а свој ток завршава као притока вешташког Јовског језера. Припада басену реке Ковде, односно басену Кандалакшког залива Белог мора.
Укупна дужина водотока је свега 16 km, а површина сливног подручја је 5.240 km². Просечан проток у зони ушћа је око 50 m³/s, у зони изворишта око 25 m³/s. Ширина корита је од 20 до 60 метара. Протиче преко пошумљеног, местимично замочвареног подручја. Корито Тумче препуно је брзака и плићака.
На реци Тумчи се не налази ни једно насељено место.
У појединим изворима река Тумча се сматра јединственим водотоком заједно са реком Тунцајоки.